# بلدة غودلاند (ميشيغان)
غودلاند (بالإنجليزية: Goodland Township, Michigan)‏ هي بلدة تقع بولاية ميشيغان في الولايات المتحدة. تبلغ مساحتها 92.4 (كم²)، وترتفع عن سطح البحر 244 م، بلغ عدد سكانها 1734 نسمة في عام تعداد الولايات المتحدة 2000 حسب إحصاء مكتب تعداد الولايات المتحدة وتصل الكثافة السكانية فيها 18.8 نسمة/كم2.

## وصلات خارجية
- http://www.goodlandtownship.org
- The US50 - Cities and Towns in Michigan State
- Michigan Cities and Towns, Facts, Map, Flag, Colleges, Government, and More